# Fade to Black (2004)
Fade to Black é um documentário do rapper americano Jay-Z, lançado em 2004 nos Estados Unidos. O documentário foi filmado na época do álbum The Black Album, esse documentário tem a participação de vários artistas do Hip hop.

## Elenco
- Beanie Sigel
- Beyoncé
- Common
- Damon Dash
- Diddy
- Foxy Brown
- Freeway
- Funkmaster Flex
- Ghostface Killah
- Jay-Z
- Just Blaze
- Kanye West
- Mary J. Blige
- Memphis Bleek
- Michael Buffer
- Missy Elliott
- Pharrell
- Q-Tip
- Questlove
- R. Kelly
- Rick Rubin
- Slick Rick
- Timbaland
- Twista
- Usher

## Músicas
- What More Can I Say
- Roads Must Roll
- Public Service Announcement
- Izzo (H.O.V.A.) (com Jaguar Wright)
- Knee Deep
- Nigga What, Nigga Who
- It's Hot
- Big Pimpin'
- Like A Pimp
- Dirt Off Your Shoulder (filmagem da sessão de gravação)
- Hard Knock Life
- B.I.G./2Pac tribute (Hypnotize/Hail Mary/Ambitionz Az A Ridah/Mo Money, Mo Problems)
- You Me Him Her (com Beanie Sigel e Memphis Bleek)
- What We Do (com Beanie Sigel e Freeway)
- Roc The Mic (cantada por Beanie Sigel e Freeway)
- Is That Yo Chick (com Missy Elliott, Twista e Memphis Bleek)
- Pop Pop The Burner
- 99 Problems (filmagem da sessão de gravação)
- Crazy In Love (com Beyoncé)
- Baby Boy (cantada por Beyoncé)
- Summertime (cantada por Beyoncé e Ghostface Killah)
- December 4 (filmagem da sessão de gravação)
- Dead Presidents II
- Where I'm From
- Ain't No Nigga (com Foxy Brown e Jaguar Wright)
- Funky Worm (apenas amostra)
- Lucifer (filmagem da sessão de gravação)
- Can't Knock The Hustle (com Mary J. Blige)
- Song Cry (com Mary J. Blige)
- Me & My Bitch
- I Need Love
- Best Of Both Worlds (com R. Kelly)
- Body (com R. Kelly)
- Allure
- I Just Wanna Love U (com Pharrell)
- Encore
- December 4